# Domenico Del Mela
Domenico Del Mela (Galliano, 1681 o 1683 – Galliano, 15 luglio 1755) è stato un religioso italiano,  sacerdote e maestro, nonché cembalaro, organaro e ingegnere. È considerato l'inventore del primo pianoforte verticale.

## Biografia
Poco si sa della vita di Domenico Del Mela, a partire dalla nascita databile 1681 secondo alcune fonti e 1683 secondo altre. Sacerdote e maestro della comunità gallianese, Giuseppe Maria Brocchi lo presenta nella Descrizione Della Provincia Del Mugello come ingegnoso inventore di organi, gravicembali, orologi, ed altri macchinari. Morì il 15 luglio 1755, come testimonia il libro dei Morti della Pieve di San Bartolomeo a Galliano.

## Il pianoforte verticale

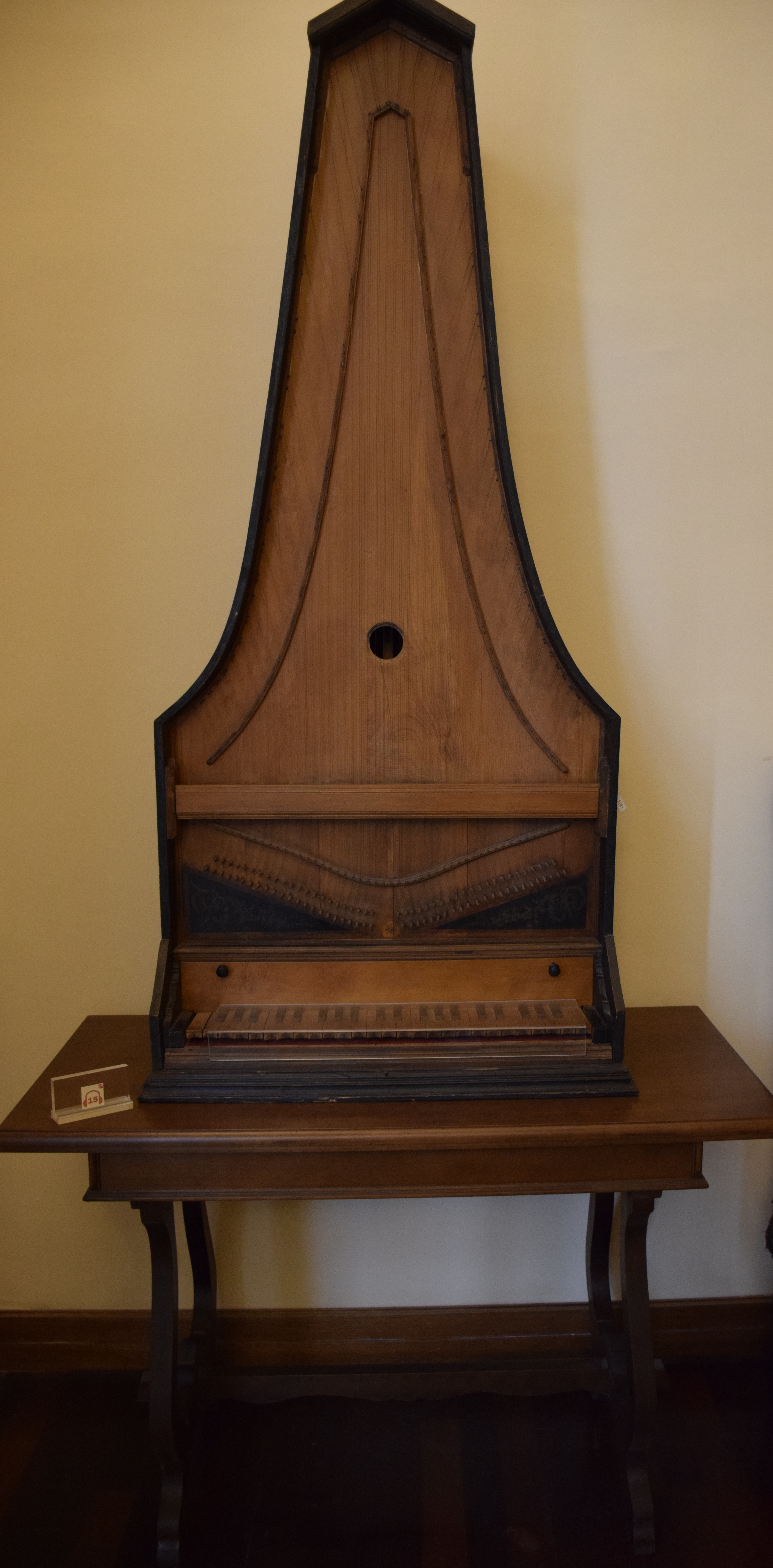
Il claviciterio esposto al museo nazionale degli strumenti musicali a Roma. Domenico Del Mela si ispirò a questo tipo di strumento per il suo pianoforte verticale.

Del Mela concepì e costruì nel 1739 il primo pianoforte con tavola armonica verticale, usando come modello il claviciterio e seguendo le idee e i progetti di Bartolomeo Cristofori. Lo strumento presenta una tastiera formata da quarantacinque tasti (ventisette in legno giallo e diciotto neri), per un'estensione di quasi quattro ottave. La cassa, posta al di sopra della tastiera, è modellata in modo da non seguire la curva del ponticello: si allarga verso l'esterno in prossimità della sua parte superiore, conferendo al pianoforte la sua caratteristica forma a giraffa. L'iscrizione sopra la tastiera documenta la paternità dello strumento e la data di costruzione: ": P. Dominicus del Mela de Gagliano inventr: fecit anno: MDCCXXXIX :". Nel 1928 il pianoforte è stato ceduto da Ugo Del Mela, discendente dell'inventore, al Conservatorio Luigi Cherubini ed è attualmente conservato presso il museo degli strumenti musicali di Firenze.

## Retrodatazione e paternità dell'invenzione
Sebbene non ci siano dubbi sulla datazione del pianoforte di Domenico del Mela, non è possibile affermare con assoluta certezza che questo si tratti del primo esemplare di pianoforte verticale costruito; esiste infatti uno strumento anonimo presso il museo degli strumenti musicali di Lipsia recante l'iscrizione "1735" sul tasto più acuto. L'autenticità di questa data è stata tuttavia messa in discussione dal musicologo Georg Kinsky, il quale riteneva che il suddetto pianoforte fosse stato costruito nel 1765 o nel 1785. La scoperta dell'invenzione di Del Mela si deve a Cesare Ponsicchi, storico e musicologo fiorentino, che descrisse lo strumento per la rivista La Nuova Musica nel 1897, ed è probabilmente a causa di questa identificazione tardiva, congiuntamente alla natura non professionale della sua attività, che la figura del sacerdote gallianese è rimasta ai margini della storia dell'evoluzione del pianoforte.

## Altri lavori
Il museo degli strumenti musicali di Firenze ospita anche un clarinetto basso che non riporta il nome di Domenico Del Mela, ma ritrovato nella sua casa. Del Mela eseguì altri lavori su strumenti musicali, perfezionò  infatti la chitarra francese, aggiungendovi un maggior numero di corde, costruì un decacordo o salterio, fabbricò  l'orologio da sala o a pendolo, con mostra mobile. Nessuna di queste opere è pervenuta sino a noi.